# نوناتولا
نوناتولا (بالإيطالية: Nonantola)‏ هي بلدية في مقاطعة مودينا في إقليم إميليا رومانيا الإيطالي.

## السكان
في سنة 1861 بلغ عدد السكان 5٬563 نسمة، وتطور العدد ليصل في سنة 2011 لـ 15٬179 نسمة.
يظهر هذا المخطط البياني تطور النمو السكاني لـ نوناتولا

## توأمة
لنوناتولا اتفاقيات توأمة مع كل من:
- ليه مورو
- أولسيا دي مونتسيرات

## أعلام
- جيامباتيستا لولي
- ماريا غيرا